# Piotr Kozieradzki
Piotr Włodzimierz „Mitloff” Kozieradzki (ur. 23 maja 1970 w Warszawie) – polski perkusista, muzyk sesyjny, a także inżynier dźwięku i producent muzyczny. Naukę gry na instrumencie rozpoczął w 1985 roku. Swój pierwszy zestaw – firmy Polmuz – otrzymał od starszego brata. 
W latach 1990–2001 występował w grupie Hate. Od 2001 roku członek formacji Riverside. Kozieradzki współpracował ponadto z takimi grupami muzycznymi jak: Domain, Goetia, Dark Prophecies, Thunderbolt, Kataxu czy Swastyka. Muzyk prowadził również wytwórnię muzyczną Apocalypse Productions. Od 2009 roku prowadzi firmę ProgTeam. Pracuje także jako menedżer warszawskiego klubu Progresja. Z wykształcenia technik mechanik samochodowy.
W 1997 roku Kozieradzki użyczył werbla firmy Sonor perkusiście zespołu Vader – Krzysztofowi „Docentowi” Raczkowskiemu. Muzyk użył instrumentu podczas sesji nagraniowej albumu Black to the Blind (1997). W 2009 roku należący do Kozieradzkiego zestaw bębnów DW Collectors posłużył do nagrań drugiego albumu formacji Black River zatytułowanego Black’n’Roll (2009).

## Instrumentarium
| Bębny DW Collectors - 22"x20" Bass Drum (Remo Power Sonic 3) - 6" Roto Tom (Remo Ambasador) - 8" Roto Tom (Remo Ambasador) - 10"x10" Tom Tom (Remo Pinstripe Coated) - 12"x10" Tom Tom (Remo Pinstripe Coated) - 14"x14" Flor Tom (Remo Pinstripe Coated) - 16"x16" Flor Tom (Remo Pinstripe Coated) - 14"x5" Snare DW EDGE Collectors (Remo Ambasador Coated) - 12"x3,5" Snare DW Collectors Piccolo (Remo Ambasador Coated) Mikrofony - Electro Voice N/D868 - Electro Voice N/D468 x 4 - Shure Beta 91 for Drums x 2 - Shure SM 57 - Neumann KM 184 x 2 | Talerze perkusyjne - Paiste 2000 Power Ride Brullance 22" - Zildjian Z/K Formula hi-hat 14" - Zildjian Splash 9" - Zildjian Splash 10" - Zildjian Avedis Brillance 14" - Zildjian "Avedis Platinium 16" - Zildjian A Custom Thin Crash 17" - Zildjian A Custom Power Crash 18" - Sabian AA Trash China 20" - Zildjian Oriental Trash China 14" Osprzęt - DW 9000 Twin Pedals - Pearl DR 503 Rack System - Pearl Roadster D 2000 - Fisher Amps Buttkicker Concert |

## Dyskografia
| Hate - Abhorrence (demo, 1992, Hate Production) - Evil Art (demo, 1994, Loud Out Records) - The Unwritten Law (demo, 1995, Novum Vox Mortiis) - Daemon Qui Fecit Terram (1996, Novum Vox Mortiis) - Lord is Avenger (1998, Novum Vox Mortiis) - Victims (EP, 1999, Metal Mind Productions) - Evil Decade of Hate (2000, Apocalypse Productions) - Holy Dead Trinity (2001, WWIII Records) - Cain’s Way (2001, Apocalypse Productions/Koch International) Thunderbolt - The Sons of the Darkness (2001, Apocalypse Productions) - The Burning Deed of Deceit (2003, ISO 666) |  | Domain - ...From Oblivion (1999, Apocalypse Productions) - Gat Etemmi (2002, Apocalypse Productions) Kataxu - Roots Thunder (2000, Slava Productions) - Hunger of Elements (2005, Supernal Music) Inne - Dark Prophecies - On the Edge of Black Eternity (1995, wydanie własne) - Goetia - Thy Infinate Darkness (2000, wydanie własne) - Goetia - Hail Satan (2001, ISO 666) - Medebor - Phantasma (2003, Apocalypse Productions, okładka, oprawa graficzna) - Division by Zero - Independent Harmony (2010, Prog Team, produkcja muzyczna) - Disperse - Journey Through The Hidden Gardens (2010, Prog Team, produkcja muzyczna) - Centurion - Serve No One (2012, Wydawnictwo Muzyczne Psycho, miksowanie) |